# Bouches-de-l'Elbe
Bouches-de-l'Elbe (Monden van de Elbe) was een departement van het Eerste Franse Keizerrijk in Noord-Duitsland. Het werd gevormd op 1 januari 1811 en was genoemd naar de rivier de Elbe. De hoofdstad was Hamburg.
Het departement was verdeeld in de volgende arrondissementen en kantons:
- Hamburg, kantons: Bergedorf, Hamburg, Hamm en Wilhelmsburg.
- Lübeck, kantons: Lauenburg, Lübeck, Mölln, Neuhaus, Ratzeburg, Schwarzenbek en Steinhorst.
- Lüneburg, kantons: Bardowick, Buxtehude, Garlstorf, Harburg, Hittfeld, Lüneburg, Tostedt en Winsen.
- Stade, kantons: Bremervörde, Freiburg (Elbe), Himmelpforten, Horneburg, Jork, Neuhaus (Oste), Otterndorf, Ritzebüttel, Stade en Zeven.

Na de nederlaag van Napoleon in 1814 werd het departement opnieuw verdeeld over het Koninkrijk Hannover, het hertogdom Lauenburg en de vrije steden Hamburg en Lübeck.
- Virtual International Authority File: 129914140
- WorldCat: E39PBJkHt8GYyMgjy7hHMVc9Dq